# Jiří Nesvačil
Jiří Nesvačil (* 3. září 1957) je bývalý český fotbalista, obránce. A otec syna Radka Nesvačila (* 12. srpna 1980) a dcery herečky a režisérky Petry Nesvačilové (* 2. prosince 1985)

## Fotbalová kariéra
V československé lize hrál za Zbrojovku Brno a SK Dynamo České Budějovice. V československé lize nastoupil v 54 ligových utkáních a dal 2 góly.

## Ligová bilance
| Ročník                                     | Zápasy | Góly | Klub                       |
| ------------------------------------------ | ------ | ---- | -------------------------- |
| 1. československá fotbalová liga 1981/1982 | 14     | 0    | Zbrojovka Brno             |
| 1. československá fotbalová liga 1982/1983 | 13     | 0    | Zbrojovka Brno             |
| Česká národní fotbalová liga 1983/1984     | 9      | 1    | Zbrojovka Brno             |
| Česká národní fotbalová liga 1984/1985     | 22     | 1    | Zbrojovka Brno             |
| 1. československá fotbalová liga 1985/1986 | 5      | 1    | SK Dynamo České Budějovice |
| 1. československá fotbalová liga 1986/1987 | 21     | 1    | SK Dynamo České Budějovice |
| Česká národní fotbalová liga 1987/1988     | 25     | 3    | SK Dynamo České Budějovice |
| Česká národní fotbalová liga 1988/1989     | 27     | 5    | SK Dynamo České Budějovice |
| CELKEM 1. liga                             | 53     | 2    |                            |